# Нововилговское сельское поселение
Новови́лговское се́льское поселе́ние — муниципальное образование в Прионежском районе Республики Карелия Российской Федерации. Административный центр поселения — посёлок Новая Вилга.

## Население
| 2009  | 2010  | 2012  | 2013  | 2014  | 2015  | 2016  |
| ----- | ----- | ----- | ----- | ----- | ----- | ----- |
| 2673  | ↗2728 | ↗2866 | ↗2942 | ↗2972 | ↗3056 | ↗3084 |
| 2017  | 2018  | 2019  | 2020  | 2021  | 2023  |       |
| ↗3107 | ↗3118 | ↗3202 | ↗3253 | ↘3023 | ↗3028 |       |

## Населённые пункты
В сельское поселение входят 6 населённых пунктов:
| № | Населённый пункт | Тип населённого пункта | Население |
| - | ---------------- | ---------------------- | --------- |
| 1 | Вилга            | деревня                | ↗1063     |
| 2 | Лососинное       | деревня                | ↗30       |
| 3 | Машезеро         | деревня                | ↗17       |
| 4 | Новая Вилга      | посёлок                | ↗1765     |
| 5 | Новое Лососинное | посёлок                | ↘1        |
| 6 | Половина         | деревня                | ↗66       |

## Местное самоуправление
Главы сельского поселения
- Людмила Александровна Кручинина
- с 2023 года — Наталья Владимировна Осипова[17]